# عقب‌نشینی هرگز
عقب‌نشینی هرگز (به انگلیسی: Never Back Down) یک فیلم سینمایی آمریکایی در ژانر اکشن، رزمی، و درام به کارگردانی جف وادلو است که در سال ۲۰۰۸ منتشر شد.

## خلاصه داستان فیلم
جیک تایلر، یک فوتبالیست دبیرستانی از آیووا، پس از مرگ پدرش در یک تصادف رانندگی، به همراه مادر و برادر کوچکترش به اورلاندو، فلوریدا نقل مکان می‌کند. او در مدرسه جدیدش به نام ایبرتی، به دلیل ویدئویی که از دعوای قبلی‌اش پخش شده، شهرت بدی پیدا می‌کند. جیک به زودی جذب دختری به نام باجا میلر می‌شود که او را به یک مهمانی دعوت می‌کند. در آنجا، او مجبور به مبارزه با رایان مک‌کارتی، قهرمان MMA مدرسه و دوست‌پسر باجا می‌شود و به راحتی از او شکست می‌خورد. این باخت او را به شدت تحقیر می‌کند.

### آموزش زیر نظر مربی
پس از این حادثه، مکس کوپرمن، که شاهد شکست جیک بوده، با او دوست می‌شود و او را با مربی هنرهای رزمی ترکیبی، ژان روکوا، آشنا می‌کند. روکوا، با مشاهده عزم و اراده قوی جیک، او را به عنوان شاگرد می‌پذیرد، اما با یک شرط: جیک نباید به هیچ وجه خارج از باشگاه مبارزه کند. در حین تمرین، جیک در کنترل خشم خود نسبت به رایان با مشکل مواجه است. باجا، از رابطه خود با رایان ناراضی است و به دلیل رفتار خصمانه او با جیک، از او جدا می‌شود. رایان به باجا حمله می‌کند و جیک برای محافظت از او مداخله می‌کند. این اتفاق باعث می‌شود جیک خشمگین‌تر از قبل شود، اما روکوا به او هشدار می‌دهد که تا زمانی که خشمش را کنترل نکند، نمی‌تواند به تمرین ادامه دهد.

### مسابقات و نبرد نهایی
رایان، جیک را به مسابقات زیرزمینی مبارزه Beatdown دعوت می‌کند تا یک بار دیگر با او مبارزه کند. در ابتدا جیک از شرکت در این مسابقات خودداری می‌کند، اما پس از اینکه رایان به شدت مکس را مجروح کرده و او را نیمه‌جان جلوی خانه جیک رها می‌کند، تصمیمش عوض می‌شود. جیک که از این اتفاق به شدت خشمگین شده، به بیمارستان می‌رود و پس از آن با روکوا صحبت می‌کند. روکوا که خود نیز گذشته‌ای تلخ دارد، به او اجازه می‌دهد تا در مسابقات شرکت کند. هر دو به فینال مسابقات می‌رسند، اما در طول مبارزات، رایان حریف خود را با ضربه غیرقانونی به چشم از مبارزه خارج می‌کند و از مسابقات حذف می‌شود. با این حال، جیک که دیگر دلیلی برای ادامه مبارزه نمی‌بیند، تصمیم به ترک مسابقات می‌گیرد.

### پایان و پیروزی
زمانی که جیک در حال ترک سالن است، رایان به او حمله می‌کند. آنها سرانجام در پارکینگ با یکدیگر می‌جنگند. جیک به دلیل آسیب‌هایی که در مسابقات دیده، در ابتدا از رایان عقب می‌افتد، اما سرانجام با استفاده از تکنیک‌های روکوا، رایان را شکست می‌دهد. در نهایت، جیک احترام دیگر دانش‌آموزان را به دست می‌آورد و روکوا نیز به برزیل بازمی‌گردد تا با پدرش آشتی کند.

## بازیگران
- شان فاریس
- امبر هرد
- کم جیجاندت
- ایوان پیترز
- جایمن هانسو
- لسلی هوپ